# Keith Reid
Keith Stuart Brian Reid (Welwyn Garden City, 19 ottobre 1946 – Londra, 23 marzo 2023) è stato un poeta e paroliere britannico, noto soprattutto per essere l'autore di tutti i testi delle canzoni del complesso rock progressivo Procol Harum.

## Biografia
Reid nacque e crebbe a Londra. Intraprese la carriera di poeta-paroliere ancora giovanissimo. Nel 1966 aveva scritto alcuni testi di canzoni per l'album di debutto del cantante francese Michel Polnareff Love Me, Please Love Me. Lo stesso anno incontrò il cantante-pianista-compositore Gary Brooker, con il quale iniziò a collaborare: egli scriverà tutte le canzoni della band (talvolta su musiche dell'organista Matthew Fisher e del chitarrista Robin Trower). La loro prima composizione fu A Whiter Shade of Pale, il cui singolo fu pubblicato nel 1967 quando raggiunse le vette delle classifiche britanniche e di numerose altre nazioni, vendendo oltre sei milioni di copie in tutto il mondo.
Morì il 23 marzo 2023 per le complicanze di un cancro.